# Theodor Amstad
Pour les articles homonymes, voir Ueli Amstad.
Theodor Amstad, né le 9 novembre 1851 à Beckenried, dans le canton de Nidwald (Suisse) et mort le 17 novembre 1938 à São Leopoldo dans l'État du Rio Grande do Sul (Brésil), est un prêtre jésuite suisse, missionnaire au Brésil, particulièrement parmi les immigrés de langue allemande pour lesquels il organisa plusieurs œuvres sociales.

## Biographie
Frère de Josef Mariä, il fit ses premières études dans son village natal, puis fut ordonné prêtre à la fin de ses études en Angleterre, en 1883. Il arriva dans le Rio Grande do Sul en 1885, où il fut vicaire de diverses paroisses de différentes colonies allemandes, 
Le 28 décembre 1902, il fonde à Nova Petrópolis le modèle coopératif - dit « coopérativisme du crédit » - qui donnera origine au système Sicredi, aujourd'hui étendu à tout le pays[réf. nécessaire]. 
Il coordonna le livre Cem anos de germanidade no Rio Grande do Sul - 1824-1924 ("Cent années de germanité dans le Rio Grande do Sul").